# В'єтконг
Націона́льний фронт ви́зволення Півде́нного В'єтна́му (в'єт. Mặt trận Dân tộc Giải phóng miền Nam Việt Nam) відомий також під назвою В'єтконг (в'єт. Việt cộng)  — військово-політична організація в Південному В'єтнамі у 1960—1977 роках, що була однією з воюючих сторін у В'єтнамській війні.

## Сутність
В'єтконг — військова філія Національного фронту визволення Південного В'єтнаму, що керувалася Центральним офісом Південного В'єтнаму, розташованим неподалік від кордону з Камбоджею. Зброя, військовий одяг та спеціальне обладнання постачалися Хо Ші Міном, в той час як інші потреби задовольнялися власне у Південному В'єтнамі. Основні сили В'єтконгу — регулярні війська, одягнені у повне солдатське обмундирування, вони використовувалися для розгортання широкомасштабних наступів на великих територіях. Локальні сили, в свою чергу, діяли тільки в межах своїх районів. За необхідності невеликі локальні підрозділи об'єднувалися для проведення широкомасштабних операцій. Проте якщо ворог чинив великий тиск, вони розпадалися на дрібніші одиниці та розпорошувалися.
На відміну від основних сил, які вважали себе професійними солдатами, місцеві угруповання В'єтконгу, як правило, почували себе набагато менш впевнено, оскільки це були здебільшого призовники-підлітки, і хоча багато хто з них був мотивований ідеалізмом, інші були приєднані під тиском. Крім цього вони відчували реальні сумніви щодо спроможності чинити дієвий опір добре озброєним та підготовленим американським військам.
Спочатку місцеві партизани отримували лише мінімальний базовий рівень підготовки, однак коли вони приєднувалися до основних сил, то проходили більш поглиблену підготовку. В усьому Південному В'єтнамі існувало багато секретних центрів для загонів та взводів, де проводили тренування зі зброєю та освоювали радіозв'язок. Для того, щоб партизани усвідомлювали, для чого вони вели боротьбу, в усі навчальні курси вводили політичні інструкції.
До середини 1960-х років головні військові сили В'єтконгу були озброєні китайськими версіями радянського автомата АК-47. Також вони використовували ряд ефективних радянських та китайських легких і середніх кулеметів, нерідко — важкі кулемети. Останні, зокрема, використовувалися для захисту від американських гелікоптерів. Також у великих кількостях були доступні міномети, їх перевагою було те, що їх легко можна було транспортувати.

## Походження назви
Назва походить від в'єт. Việt Nam Cộng sản, що означає «в'єтнамські комуністи». Вона, в свою чергу, була скорочена до Việt Сộng та з'явилися в газетах Сайгону в 1956 році. Подальше скорочення привело до абревіатури «VC», яка в фонетичному алфавіті НАТО вимовляється як «Victor-Charlie», і це  започаткувало у Збройних силах США часів В'єтнамської війни використання іншої назви В'єтконгу — «Чарлі».

## Тактика
У грудні 1965 Хо Ші Мін та керівництво Північного В'єтнаму змінили тактику ведення бою на території Південного В'єтнаму. Тепер В'єтконг мав уникати відкритих боїв з американськими військами, якщо перевага була на боці останніх. У Південному В'єтнамі партизани могли завдавати більше ударів, чинити атаки й робити засідки. Щоб протистояти нарощуванню американських сил набір до лав В'єтконгу мав бути активізований, а війська північнов'єтнамської армії повинні були проникнути до Південного В'єтнаму.
В'єтконг, беручи приклад з китайських партизанів, приділяв першочергову увагу створенню безпечних районів базування. Це були тренувальні майданчики, центри логістики та штаб-квартири. Вони також гарантували безпечний притулок у випадку, коли війна протікатиме у несприятливому для партизанів напрямку. Пріоритетним для В'єтконгу було також приховування районів базування. Важливішим для їх захисту це було в моменти, коли патрулювали американські літаки-розвідники. Якщо у районах віддалених боліт і лісів ведення діяльності було відносно простішим, то ближче до столиці становище партизан ускладнювалось. Задля вирішення цієї проблеми було розпочато будівництво потужної мережі підземних тунелів. Існували великі й малі системи, розкидані по всій країні. Найбільша система тунелів була у «залізному трикутнику» та районі Кучі, що за 20 км від Сайгону.